# František Hrubín

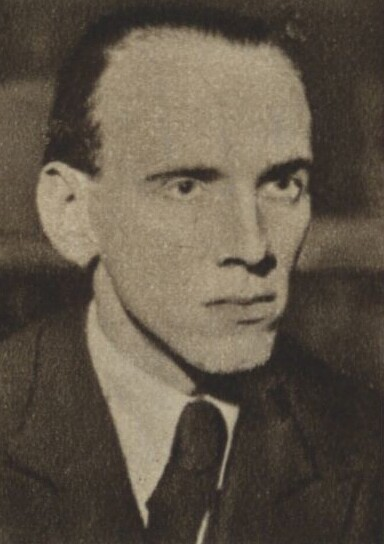
František Hrubín

František Hrubín (ur. 1910, zm. 1971) – czeski pisarz, poeta i tłumacz.
Na początku swojej drogi twórczej poeta związany był z nurtem spirytualistycznym, pozostając pod wyraźnym wpływem liryki Jana Zahradníčka. Później zwrócił się ku aktualnym wydarzeniom, związanym z wojną, okupacją niemiecką, powstaniem praskim i wyzwoleniem. Wymownym przykładem zaangażowania poety we współczesność jest tom Hirošima (1948). Opublikował także tomiki Jobova noc i Chléb s ocelí.
Hrubín posługiwał się tradycyjnym, melodyjnym wierszem o dużym wyrafinowaniu formalnym, nawiązując do poezji XIX wieku, a zwłaszcza kunsztownej parnasistowskiej liryki Jaroslava Vrchlickiego.
Poeta był cenionym tłumaczem. Przełożył między innymi po mistrzowsku Chanson d'automne Paula Verlaine'a.